# NGC 7270
NGC 7270 (również PGC 68748 lub UGC 12019) – galaktyka spiralna (Sc), znajdująca się w gwiazdozbiorze Pegaza. Odkrył ją Albert Marth 9 września 1863 roku.